# Ngân hàng Tái thiết và Phát triển châu Âu

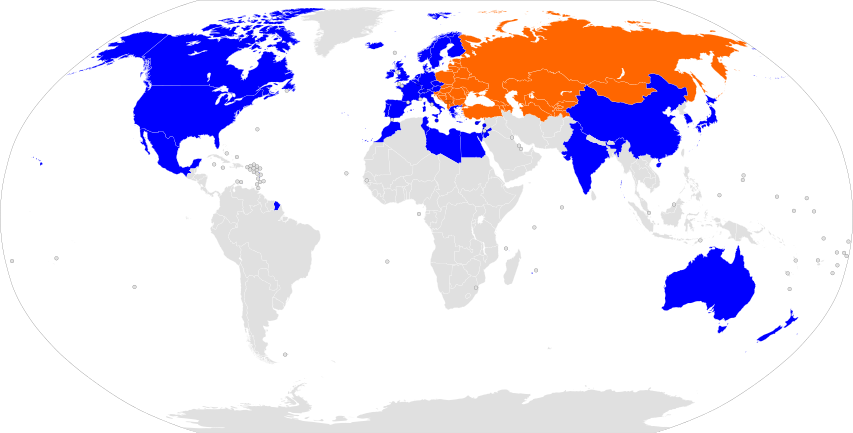
Các nước hội viên của Ngân hàng Tái thiết và Phát triển châu Âu

Ngân hàng Tái thiết và Phát triển châu Âu (tiếng Anh: European Bank for Reconstruction and Development, viết tắt EBRD) là một tổ chức quốc tế có trụ sở tại London. Ngân hàng được thành lập với mục đích giúp các nước Đông Âu và Trung Âu (Cộng sản cũ) nhanh chóng chuyển sang nền kinh tế thị trường.
Ngân hàng được thành lập ngày 29 tháng 5 năm 1990 tại Paris do sáng kiến của tổng thống Pháp François Mitterrand và được khai trương ngày 15 tháng 4 năm 1991.

## Mục đích
Ngân hàng cho vay hoặc tài trợ các dự án phát triển ở các nước Cộng sản cũ Đông Âu, Trung Âu và Mông Cổ nhằm giúp thay đổi cơ cấu kinh tế từ nền kinh tế chỉ huy sang kinh tế thị trường. Trái với các tổ chức tài chính quốc tế khác, Nhiệm ủy của Ngân hàng Tái thiết và Phát triển châu Âu giới hạn trong các nước "biết tôn trọng và thực thi các nguyên tắc dân chủ đa nguyên và nền kinh tế thị trường, giúp cho việc chuyển đổi nền kinh tế của họ sang kinh tế thị trường, thúc đẩy các sáng kiến tư nhân và tinh thần kinh doanh».
Ngân hàng thường tài trợ các dự án thuộc khu vực tư với số tiền từ 5 tới 250 triệu euro, dưới hình thức cho vay hoặc góp cổ phần. Tới nay, số tiền đầu tư trung bình cho 1 dự án là 25 triệu euro.
Năm 2006, Ngân hàng đã đầu tư 4,9 tỷ euro trong 301 dự án khác nhau, đem lại 2,4 tỷ euro lợi nhuận.

## Các hội viên
Ngân hàng có 38 hội viên năm 1990, tới tháng 7/2007 đã có 63 hội viên.
| Đức, Úc, Áo, Bỉ, Bulgaria, Canada, Cộng hòa Síp, Nam Triều Tiên, Đan Mạch, Ai Cập, Tây Ban Nha, Hoa Kỳ, Phần Lan, Pháp, Hy Lạp, Hungary, Ireland, Iceland, Israel, Ý, Nhật Bản, Liechtenstein, Luxembourg, Malta, Maroc, México, New Zealand, Na Uy, Hà Lan, Ba Lan, Bồ Đào Nha, România, Vương quốc Anh, Thụy Điển, Thụy Sĩ, Thổ Nhĩ Kỳ, Cộng đồng châu Âu, Ngân hàng Đầu tư châu Âu | Albania | Armenia, Azerbaijan, Belarus, Estonia, Gruzia, Kazakhstan, Slovenia, Tadjikistan, Turkmenistan, Ukraina | Croatia, Cộng hòa Séc, Macedonia, Slovakia | Bosna và Hercegovina | Mông Cổ | Serbia | Montenegro |
| Theo Website chính thức Lưu trữ ngày 7 tháng 10 năm 2008 tại Wayback Machine |         | |                                            |                      |         |        |            |

- Các nước hội viên nhận đầu tư:[3] Albania, Armenia, Azerbaijan, Belarus, Bosna và Hercegovina, Bulgaria, Croatia, Estonia, Gruzia, Hungary, Kazakhstan, Kyrgyzstan, Macedonia, Moldova, Mông Cổ, Montenegro, Ba Lan, România, Nga, Serbia, Slovakia, Slovenia, Tajikistan, Turkmenistan, Ukraina và Uzbekistan.
- Các hội viên chỉ tài trợ: Úc, Áo, Bỉ, Canada, Cộng hòa Síp], Cộng hòa Séc (nhận tài trợ tới 31.12.2007)[4]), Đan Mạch, Ai Cập, Phần Lan, Pháp, Đức, Hy Lạp, Iceland, Ireland, Israel, Ý, Nhật Bản, Luxembourg, Malta, México, Maroc, Hà Lan, New Zealand, Na Uy, Bồ Đào Nha, Nam Triều Tiên, Tây Ban Nha, Thụy Điển, Thụy Sĩ, Thổ Nhĩ Kỳ, Vương quốc Anh, Hoa Kỳ cùng Cộng đồng châu Âu và Ngân hàng Đầu tư châu Âu

Sau khi kết thúc đầu tư vào Cộng hòa Séc, Ngân hàng hy vọng cũng sẽ kết thúc việc đầu tư vào 7 nước hội viên khác là  Bulgaria, Estonia, Hungary, Ba Lan, România, Slovakia, Slovenia) trong năm 2010.
Tiêu chuẩn để nhận đầu tư
 
Để được nhận đầu tư của Ngân hàng, các dự án phải:
 
- triển khai trong 1 nước hội viên
 
- có các triển vọng thương mại lớn
 
- đơn vị bảo trợ dự án phải góp cổ phần đáng kể bằng tiền hoặc cái tương đương
 
- có lợi cho kinh tế địa phương và giúp phát triển khu vực tư
 
- đáp ứng được các yêu cầu của Ngân hàng và Môi trường.

Các khu vực được tài trợ
 
- Sản xuất kinh doanh nông nghiệp
 
- Hiệu quả năng lượng
 
- Các cơ quan tài chính
 
- Chế tạo, sản xuất
 
- Hạ tầng cơ sở thị xã và môi trường
 
- Tài nguyên thiên nhiên
 
- Năng lượng
 
- Du lịch
 
- Viễn thông, công nghiệp thông tin và truyền thông
 
- Vận tải.

## Các chủ tịch của Ngân hàng
- Tháng 4/1991 – tháng 6/1993: Jacques Attali (Pháp)
- Tháng 9/1993 – tháng 1/1998: Jacques de Larosière (Pháp)
- Tháng 9/1998 – tháng 4/2000: Horst Kohler (Đức)
- Tháng 7/2000 – tháng 7/2008: Jean Lemierre (Pháp)
- Tháng 7/2008 -       -: Thomas Mirow (Đức)

## Địa chỉ trụ sở
One Exchange Square
 
London EC2A 2JN
 
United Kingdom